# Andretta
Andretta – miejscowość i gmina we Włoszech, w regionie Kampania, w prowincji Avellino.
Według danych na 1 stycznia 2022 roku gminę zamieszkiwało 1658 osób (795 mężczyzn i 863 kobiety).